# Diamond Life
'Diamond Life' is het debuutalbum van de band Sade. Het werd in 1984 door Sony Music Entertainment uitgebracht op het Epic label.

## Achtergrond
De Brits-Nigeriaanse zangeres Sade begon haar carrière als modeontwerpster en deeltijds model, voor ze achtergrondzangeres werd bij de band Pride. Enkele leden van Pride, waaronder Adu, richtten daarna de band Sade op. Ze namen enkele demo’s op voor de BBC en EMI en trad op. Er vond een ontmoeting plaats met muziekproducent Robin Millar. De band nam Diamond Life in zes weken (oktober/november 1983) op in de Power Plant Studios in Londen. Opnamen vonden pas plaats nadat de nummers collectief gerepeteerd waren. Het platencontract werd op 18 oktober 1983 ondertekend bij Epic Records, maar dan alleen door Adu; de band volgde later. 

## Muziek
| Nr. | Titel                                              | Duur |
| --- | -------------------------------------------------- | ---- |
| 1.  | Smooth operator (Adu, Ray St. John)                | 4:58 |
| 2.  | Your love is king (Adu, Matthewman)                | 3:41 |
| 3.  | Hang on to your love (Adu, Matthewman)             | 5:55 |
| 4.  | Frankie's first affair (Adu, Matthewman)           | 4:39 |
| 5.  | When am I going to make a living (Adu, Matthewman) | 3:27 |
| 6.  | Cherry pie (Adu, Matthewman, Hale, Denman)         | 6:20 |
| 7.  | Sally (Adu, Matthewman)                            | 5:23 |
| 8.  | I will be your friend (Adu, Matthewman)            | 4:45 |
| 9.  | Why can't we live together (Timmy Thomas)          | 5:28 |

Sally gaat over het Leger des Heils (Salvation Army). When am I going to make a living? gaat over een periode uit Adu’s leven wanneer ze geen geld heeft. Ze haalde haar kleding op bij de stomerij en deze vraag kwam bij haar op.

## Muzikanten

### Sade
- Sade - zang
- Stuart Matthewman - saxofoon, gitaar
- Andrew Hale - keyboard
- Paul S. Denman - basgitaar

### Gastmusici
- Dave Early - drums, percussie
- Martin Ditcham - percussie
- Paul Cooke - drums
- Terry Bailey - trompet
- Gordon Matthewman – trompet

## Nasleep
Het resultaat werd zowel een commercieel als artistiek succes. Het album stond 81 weken genoteerd in de Billboard 200 en piekte op plaats 5, al was dat pas in de loop van 1985 (start 23 februari 1985). In Engeland stond het 99 weken genoteerd met een piek op plaats 2; ze stuitte op Legend van Bob Marley & The Wailers. In de Single Top 100/Nationale Hitparade van Nederland stond het album 96 weken genoteerd en stond daarbij tien weken op nummer 1.Ook elders in West-Europa haalde ze hoge noteringen.
Het album viel verschillende keren in de prijzen, waaronder de Brit Award van 1985 voor beste Brits album.